# Mörnersamlingen

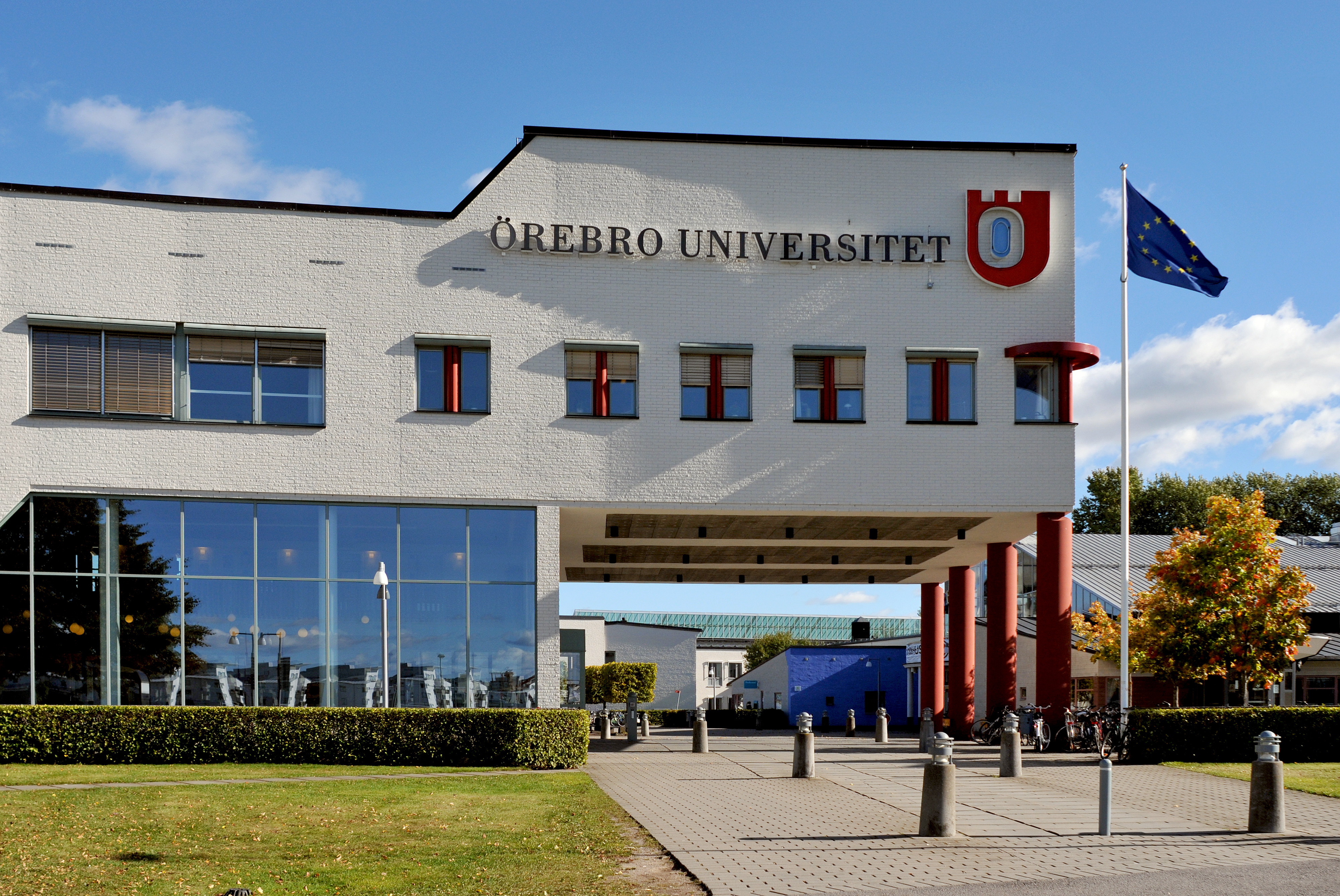
Örebro universitet

Mörnersamlingen, samling av böcker, handskrifter och böcker skapad av författaren Birger Mörner af Morlanda. Samlingen, som var och är av betydande omfattning, inköptes 1928 av Örebro Stads- och Länsbiblioteks vänner, och överlämnades 1936 till Örebro stadsbibliotek för att år 2001 deponeras på Örebro universitetsbibliotek. Boksamlingen omfattar 8 000 band (190 hyllmeter). Arkivet med handskrifter, brev och manuskript omfattar 16 hyllmeter. I Mörnersamlingen finns dessutom ett fyrtiotal akvareller och målningar av Verner von Heidenstam.
Den 16 oktober 2015 uppmärksammades i flera medier att ett "oupptäckt arkiv" skulle ha hittats i källaren under Örebro Universitet, med tidigare delvis outgivet material av bland andra Gustaf Fröding, Jeremias i Tröstlösa, Selma Lagerlöf, Verner von Heidenstam, Bruno Liljefors, Albert Engström, Jack London och Ellen Key. Det "oupptäckta arkivet" man rapporterade om var i själva verket det av Örebro universitet specialbyggda, stöldsäkra rum med speciellt anpassad temperatur och luftfuktighet där Mörnersamlingen förvaras. Personalen på Örebro universitetsbibliotek, som förvaltar Mörnersamlingen, liksom alla svenska och utländska forskare som under åren har använt material ur samlingen, är högst medvetna om att detta rum finns och vilket material som finns i det.
Allt material som finns i Mörnersamlingen är registrerat och sökbart i den nationella bibliotekskatalogen Libris eller i arkivdatabasen Ediffah.
Mando Diao använde 2012 bilder ur Mörnersamlingen - "Skalder i nakenskrud" - på Gustaf Fröding, Verner von Heidenstam och Albert Engström på omslaget till albumet Infruset 